# Verschiedensamige Melde
Die Verschiedensamige Melde (Atriplex micrantha) ist eine Pflanzenart aus der Gattung der Melden (Atriplex) innerhalb der Familie der Fuchsschwanzgewächse (Amaranthaceae).

## Beschreibung und Ökologie

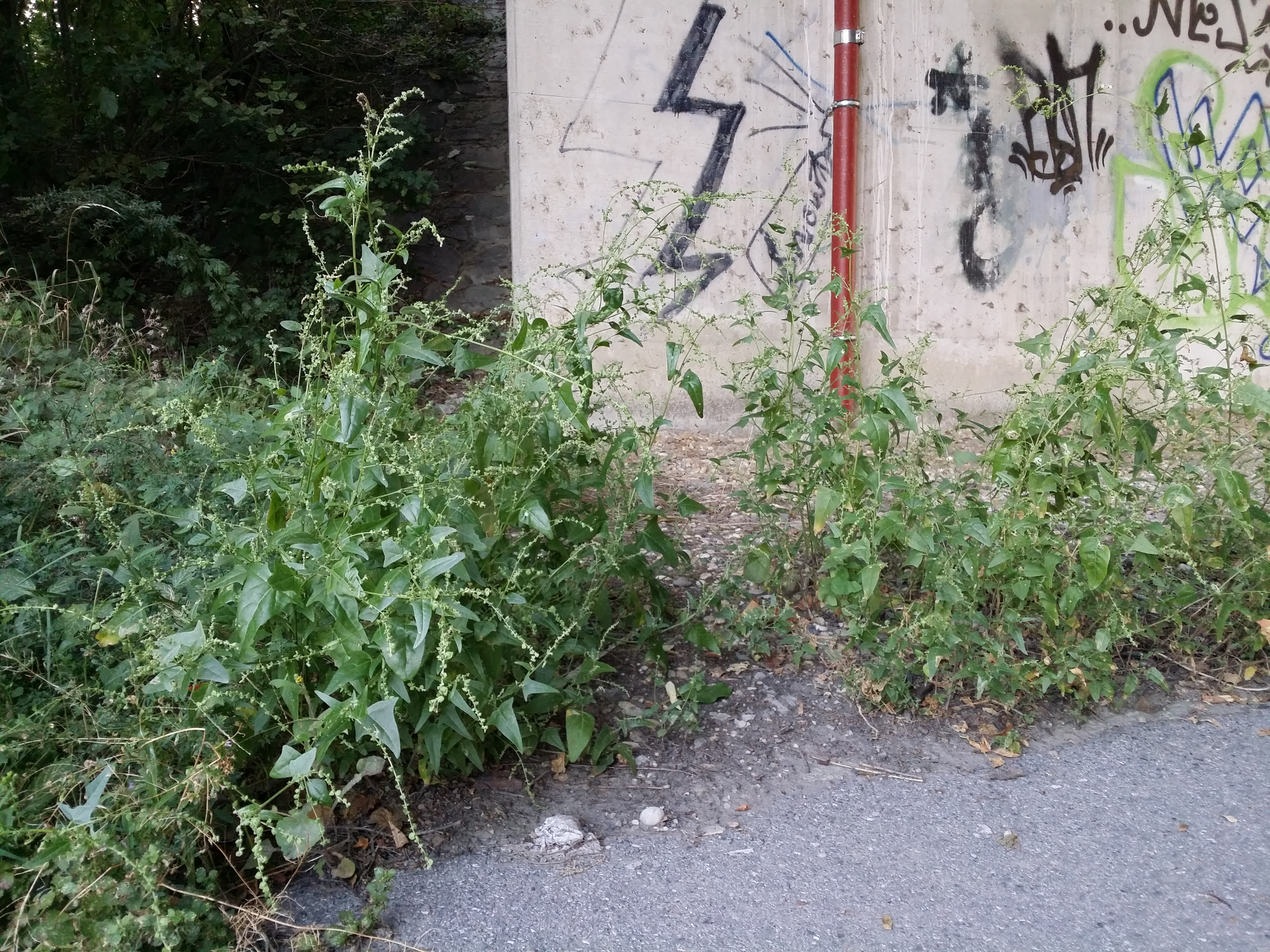
Verschiedensamige Melde am Standort

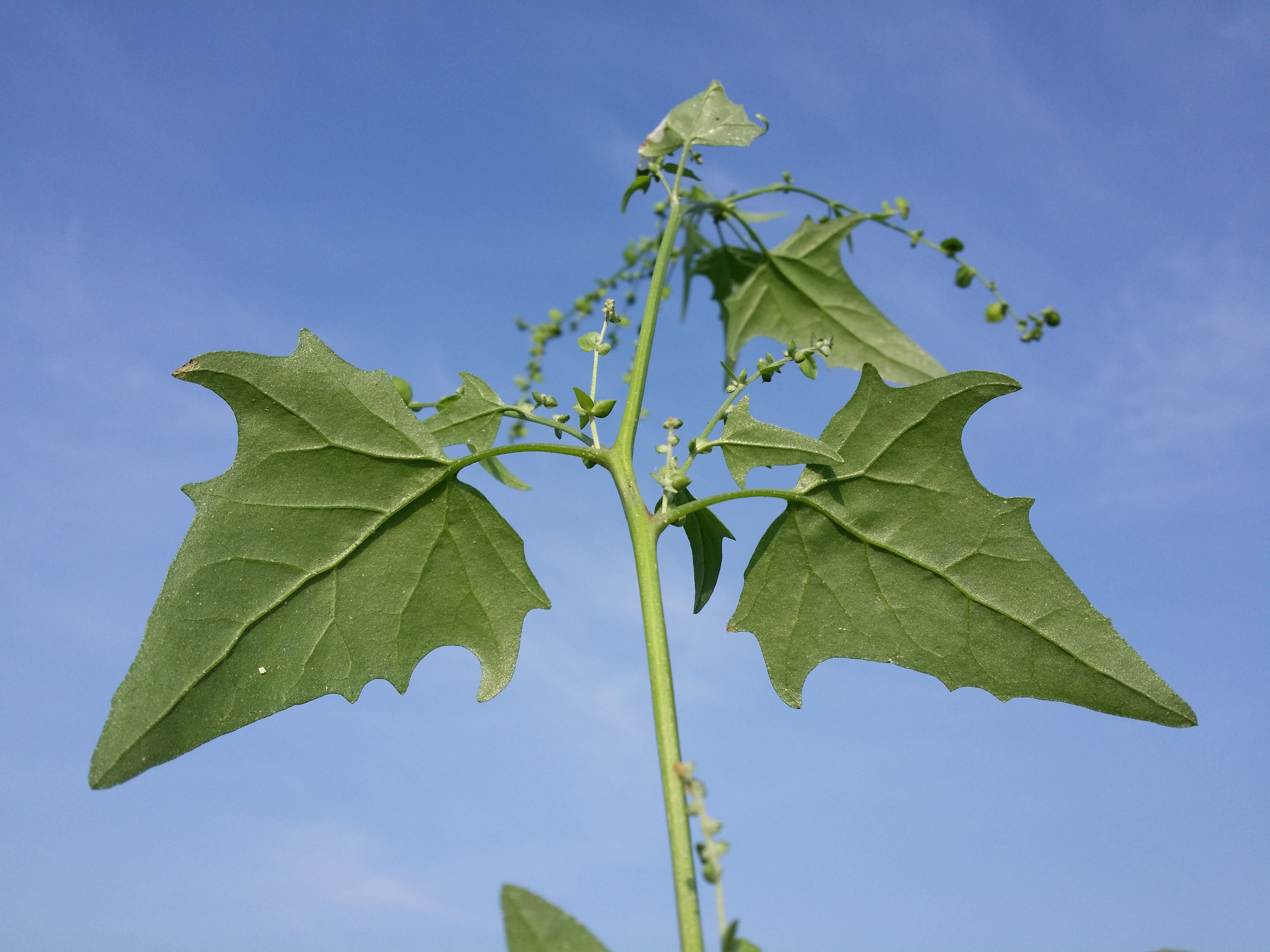
Habitus und Laubblätter von unten gesehen

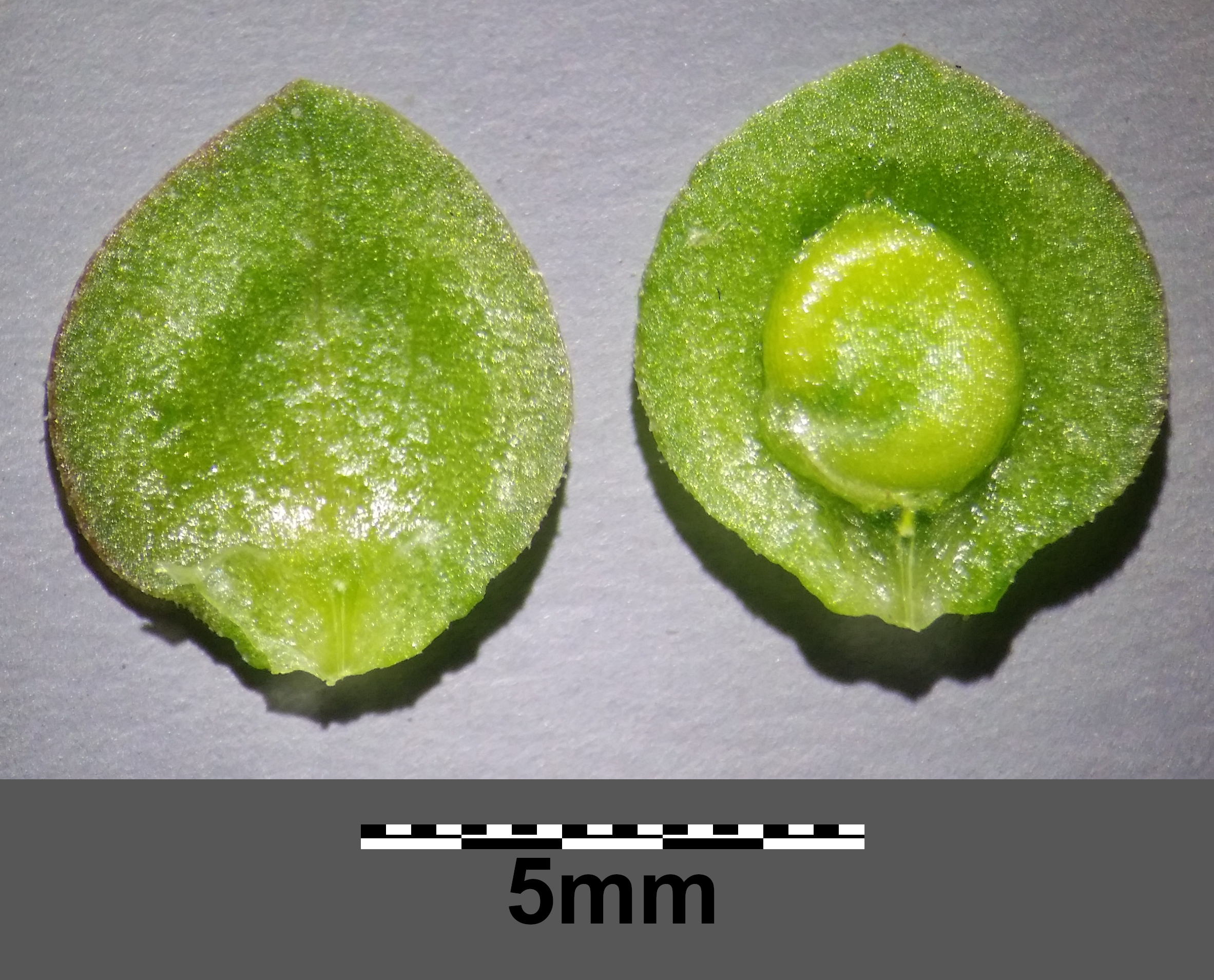
Junge Früchte

### Vegetative Merkmale
Die Verschiedensamige Melde ist eine einjährige krautige Pflanze. Der aufrechte, gerippte Stängel ist sparrig verzweigt mit abstehenden Ästen und erreicht eine Länge von 20 bis 180, selten bis zu 250 Zentimetern.
Die wechselständig (die untersten auch gegenständig) am Stängel angeordneten Laubblätter sind in Blattstiel und Blattspreite gegliedert. Die Blätter weisen eine Länge von meist 3 bis 6 (bis zu 12) und eine Breite von meist 1,2 bis 5 (bis zu 9) Zentimetern auf. Der Blattstiel ist 0,5 bis 3 Zentimeter lang. Beiderseits vom Blattansatz weist der Stängel einen dunkelroten Streifen auf. Die beidseitig dunkel-graugrüne, anfangs bemehlte Blattspreite ist dreieckig bis spießförmig mit basalen Spießecken, am Rand unregelmäßig grob gezähnt oder ganzrandig. Die Blattspreiten der oberen Blätter sind länglich-lanzettlich und stets ganzrandig. Im Unterschied zur Glanz-Melde orientieren sich die Blattspreiten unter minimalem Winkel zum Lichteinfall (Kompasspflanzen).
Der Geschmack der Blätter wird als angenehm beschrieben. Absterbende Blätter sind oft rot überlaufen.

### Blütenstand und Blüte
In end- oder seitenständigen, zusammengesetzten ährigen Blütenständen von 6 bis etwa 25 Zentimetern Länge stehen die Blüten in Knäueln aus meist elf Blüten zusammen. Die Verschiedensamige Melde ist einhäusig getrenntgeschlechtig (monözisch). Die männlichen Blüten, die meist vor den weiblichen gebildet werden, besitzen (vier- bis) fünf grüne Blütenhüllblätter (Tepalen) und fünf Staubblätter. Nach dem Verblühen erscheinen diese Blüten gelblich bis bräunlich. Die weiblichen Blüten, von denen es mehr als doppelt so viele gibt, werden von zwei anfangs mehligen Vorblättern umhüllt, Blütenhüllblätter sind nicht vorhanden, sie enthalten nur einen vertikalen Fruchtknoten. Im Unterschied zur Glanz-Melde sind alle weiblichen Blüten gleichartig.
Die Blütezeit reicht in Deutschland von Ende August bis September (In der Flora of China wird Juni bis August angegeben). Die Bestäubung erfolgt in der Regel durch den Wind, ist aber auch durch Insekten oder durch Selbstbestäubung möglich.

### Frucht und Samen
Der locker sparrig verzweigte Fruchtstand bleibt mehr oder weniger aufrecht. Zur Fruchtreife wird die vertikale Frucht von den hellgraugrünen oder rötlich überlaufenen, nicht transparenten Vorblättern umhüllt. Diese sind nur ganz am Grunde verwachsenen und dort gelegentlich in ein helleres Fußstück verschmälert. Die Form der Vorblätter ist eiförmig oder rundlich, teilweise sogar breiter als lang, kaum zugespitzt und ganzrandig. Ihre glatte Oberfläche (ohne Anhängsel) ist nicht netznervig, es sind nur drei bis vier Hauptadern zu erkennen, die im unteren Teil parallel zueinander verlaufen. Die Vorblätter sind auffallend verschieden groß: die größeren weisen einen Durchmesser von etwa 5 bis 8 Millimetern, die kleineren nur etwa 2 Millimetern auf.
Der Vorblattgröße entsprechend gibt es zwei verschiedene Samentypen (Heterokarpie): gelb-braune, konkave bis flachgedrückte Samen von 2 bis 3,5 Millimetern Durchmesser mit häutiger, matter Samenschale, sowie schwarze, rundliche bis linsenförmige Samen von 0,5 bis 1,6 Millimetern Durchmesser mit ledriger, (nach Abreiben der Fruchtwand) glänzender Samenschale.

### Chromosomenzahl
Als Chromosomenzahlen werden 2n = 36 und 2n = 18 angegeben.

### Photosyntheseweg
Die Verschiedensamige Melde ist eine C3-Pflanze mit normaler Blattanatomie.

## Ökologie
Beim Sammeln von Nektar konnten Wildbienen (Lasiglossum polites), Schwebfliegen, Ameisen (Formica polyctena) und Fransenflügler beobachtet werden (siehe Schwarz 2004).
Von den Blättern ernähren sich Minierer sowie Blattläuse (Macrosiphum). Selten frisst auch die Spanische Wegschnecke an den Blättern. Vermutlich wird die Pflanze durch die enthaltenen Saponine und Oxalsäure vor Fraß geschützt.
Als pflanzliche Parasiten treten gelegentlich Nessel-Seide (Cuscuta europaea), Pappel-Seide (Cuscuta lupulifomis) oder Nordamerikanische Seide (Cuscuta campestris) an der Verschiedensamigen Melde auf.

## Vorkommen
Die Verschiedensamige Melde hat ihr natürliches Verbreitungsgebiet in Mittelasien. Von der Westküste des Schwarzen Meeres (Bulgarien) kommt sie bis zum chinesischen Xinjiang vor. Insbesondere im iranischen Hochland, dem Kaukasusraum, Kasachstan und Russland ist diese Art weitverbreitet.
In ihrer Heimat wächst die Verschiedensamige Melde in Steppen auf salzhaltigen Böden, am Ufer von Gewässern, oder als Ruderalpflanze in der Steppen- und Halbwüstenzone. Sie ist eine typische Art des Tieflands, dringt aber auch in die untere Gebirgszone bis in Höhenlagen von etwa 2000 Meter vor. Sie kann sowohl in kalten Gebieten mit monatelangem Dauerfrost als auch in heißen, frostfreien Regionen gedeihen.
Durch Handel und Verkehr ist die Verschiedensamige Melde in weite Teile Europas eingeschleppt worden und hat hier verstreute Fundorte in Spanien, Italien, Belgien, Luxemburg, Deutschland, Estland, Frankreich (Elsass), Großbritannien, den Niederlanden, Österreich, Schweden, der Slowakei, in Tschechien und Belarus. Auch in der Schweiz kommt sie vor.
Als eingeführte Art hat sie auch Nordamerika (USA und Kanada) erreicht, hier ist sie stark in Ausbreitung begriffen. Auch in Südamerika (Santiago de Chile) wurde sie gefunden.
Nach Mitteleuropa wurde die Verschiedensamige Melde vermutlich mit Getreidelieferungen aus Russland unabsichtlich eingeschleppt. Ihre ersten Funde stammen von 1906 aus dem Elsass (Rheinhafen). Von dort aus hat sie sich in den letzten Jahrzehnten entlang der Wasser- und Verkehrswege stark ausgebreitet.
Die Verschiedensamige Melde gilt in Deutschland als ein eingebürgerter Neophyt. Dieser in Deutschland eingebürgerter Neophyt hat sich stark an Autobahnen und Bundesstraßen ausgebreitet. Im Rhein-Main-Gebiet tritt sie auch flächiger auf. In Baden-Württemberg, Hessen und Niedersachsen wächst sie vorwiegend entlang von Straßengräben, in den Mittelstreifen der Autobahnen, auf Erdaushub an Verkehrswegen, und an Gleisanlagen oder Bahnhöfen. Außerdem besiedelt sie Kali-Abraumhalden und Schuttplätze. Gelegentlich kommt sie auch in Unkrautfluren der Äcker vor. Die salztolerante Art (fakultativer Halophyt) scheint auf salzigem Boden einen Standortvorteil gegenüber anderen Pflanzenarten zu haben.
Die ökologischen Zeigerwerte nach Landolt et al. 2010 sind in der Schweiz: Feuchtezahl F = 2+ (frisch), Lichtzahl L = 4 (hell), Reaktionszahl R = 3 (schwach sauer bis neutral), Temperaturzahl T = 4+ (warm-kollin), Nährstoffzahl N = 4 (nährstoffreich), Kontinentalitätszahl K = 4 (subkontinental, Salztoleranz 1 = tolerant).
Im System der Pflanzensoziologie ist sie eine Kennart des Verbands Sisymbrion sowie der Assoziation Sisymbrio-Atriplicetum oblongifoliae.

## Systematik
Die Verschiedensamige Melde (Atriplex micrantha) zählt innerhalb der Gattung Atriplex zur Sektion Teutliopsis Dumort.
Die Erstbeschreibung von Atriplex micrantha erfolgte 1829 durch Carl Anton von Meyer, publiziert in Carl Friedrich von Ledebour: Icones plantarum...Floram Rossiam... Band 1, Seite 11, Tafel 43. Die Beschreibung wird Meyer zugewiesen, obwohl Ledebour dies nirgends vermerkt hat.
Synonyme von Atriplex micrantha C.A.Meyer in Ledeb. sind Atriplex hastata var. heterocarpa Fenzl, Atriplex hastata var. heterosperma (Bunge) Regel ex Iljin, Atriplex heterosperma Bunge, Atriplex hortensis subsp. heterosperma (Bunge) Meijden.
Von Atriplex micrantha gibt es etwa zwei Unterarten:
- Atriplex micrantha C.A.Meyer ex Ledeb. subsp. micrantha
- Atriplex micrantha subsp. conglomerata O.Schwarz (Syn.: Atriplex heterosperma Bunge, Atriplex micrantha var. congesta Aellen mscr., non publ., Atriplex micrantha var. typica Aellen forma angustifolia Blom mscr.)